# Cimitero monumentale di Salerno
Il cimitero monumentale di Salerno è il più importante camposanto del capoluogo. Si trova in località Brignano Superiore, nella zona nord della città.

## Storia

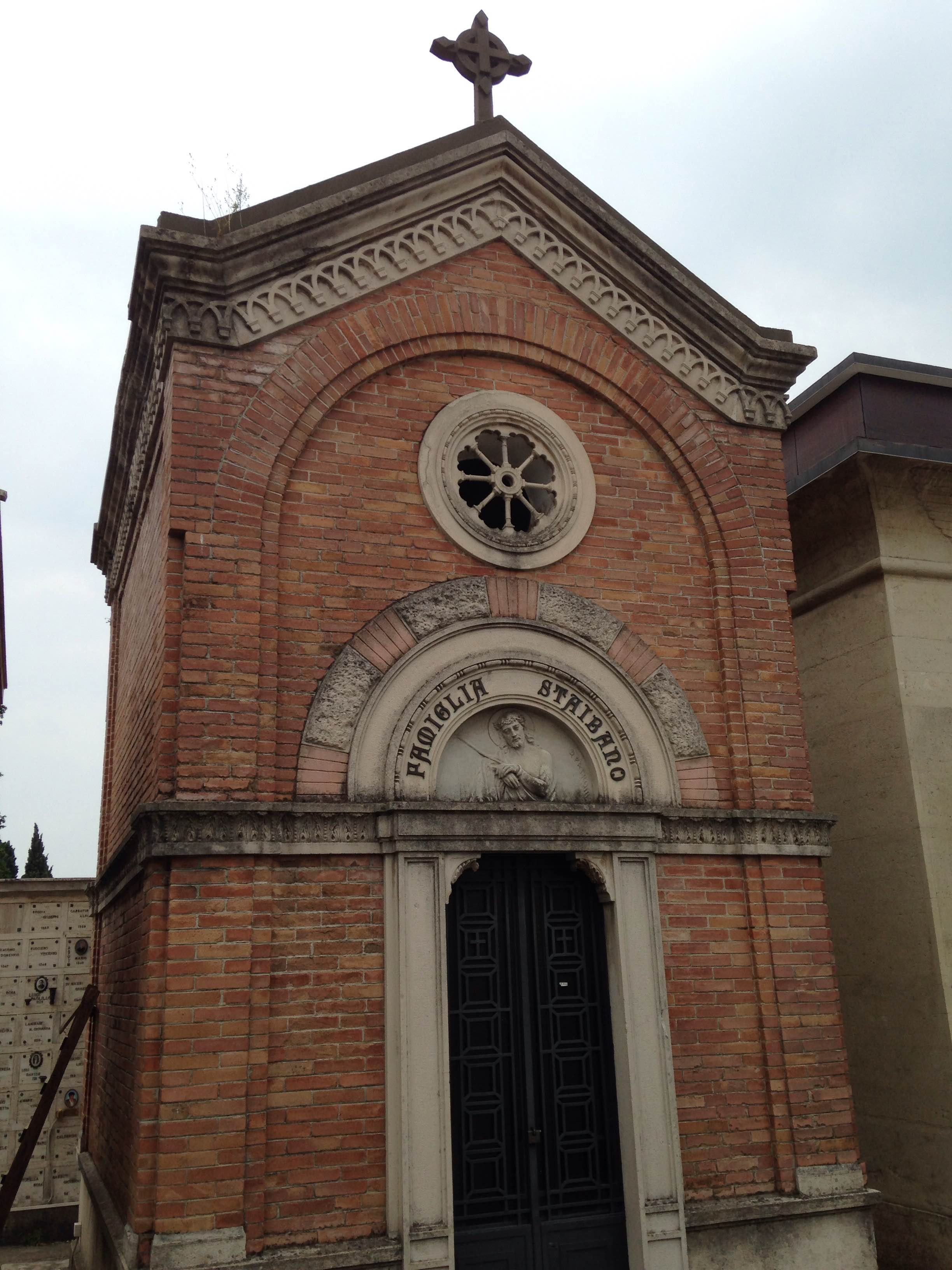
una delle cappelle gentilizie

Con l'editto del 1817, Ferdinando di Borbone, re di Napoli, disponeva che in ogni comune del Regno delle Due Sicilie dovesse sorgere un camposanto fuori dell'abitato. In tale occasione anche la città di Salerno stabilì di allestire due camposanti: uno ad uso della popolazione cittadina, situato in località Il Fuso (attuale zona ad oriente di via dei Principati), e l'altro in località Brignano, fuori delle mura cittadine. Nei primi anni trenta del XX secolo, il primo cimitero è stato soppresso poiché collocato in zona di pieno sviluppo edilizio, ed al suo posto fu costruito il Liceo - Ginnasio Tasso. Le tombe monumentali conservate nella Cappella dei Canonici del vecchio cimitero furono quindi smontate e trasferite a Brignano, dove alcuni di questi occupano il cosiddetto Recinto degli Uomini Illustri, mentre altri sono collocati nei viali adiacenti.
I lavori per la realizzazione del cimitero iniziarono nel 1928 sotto la direzione di Camillo Guerra che all'epoca era a capo dell'Ufficio Tecnico e che progettò anche la chiesa madre. I lavori finirono nel 1933 ma, per una serie di problemi, la chiesa non fu mai completata.
Trovano sepoltura, tra gli altri, anche gli attori Franco Angrisano e Annabella Schiavone, il calciatore Andrea Fortunato, il giornalista Aldo Falivena.
Recentemente si è provveduto all'ampliamento del cimitero verso nord-est con la cosiddetta ala del "cimitero nuovo".

### Recinto degli uomini illustri

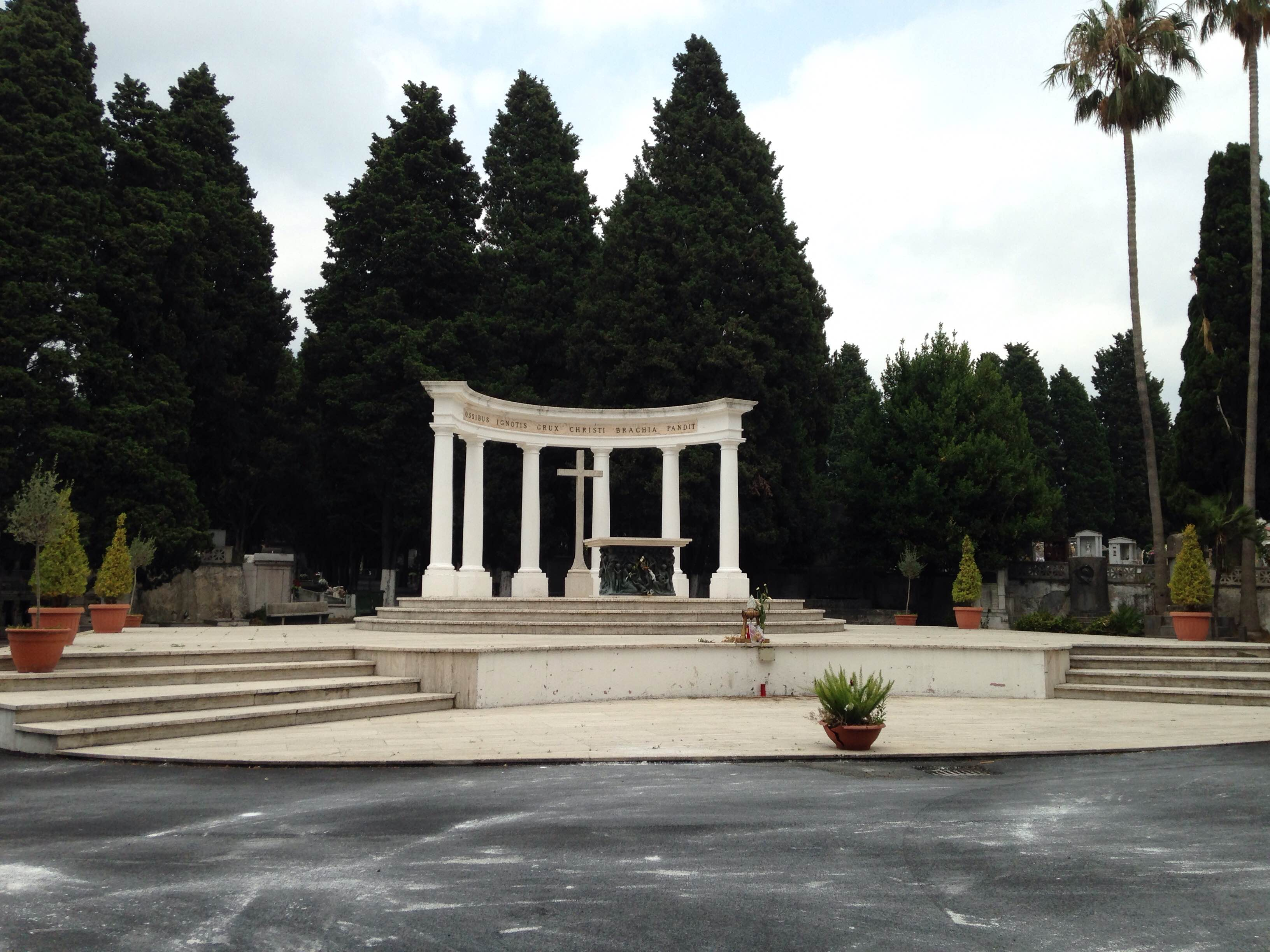
monumento centrale del Recinto

Nel Recinto degli uomini illustri riposano personalità salernitane protagoniste delle vicende cittadine nell'ultimo secolo. Per molte di queste sono stati eretti monumenti funebri, e tra questi: 
- monumento del pittore Clemente Tafuri, che morì a Genova, ma che desiderò essere sepolto nella sua città. Il monumento è adornato da una copia bronzea di un ritratto del pittore salernitano, opera di Gaetano Chiaromonte
- monumento di Guglielmo Guglielmi, medico salernitano e direttore degli ospedali Riuniti di Salerno, che presenta un bel disegno architettonico databile alla fine degli anni Quaranta
- monumento di Michele Iannicelli, giurista e autore di uno erudito studio sulla celebre testa bronzea di Apollo collocata nel Museo Archeologico Provinciale. Il monumento presenta alla sommità un busto marmoreo, datato 1926, opera di Diomede Patroni. Ancora di Patroni sono due busti marmorei collocati sui Monumenti di Giovanni Lanzalone, datato 1936, e su quello del patriota garibaldino Francesco Beraglia, che porta la data 1920.
- monumento di Giovanni Lanzalone, allievo a Napoli di Francesco De Sanctis che pubblicò a Salerno dal 1892 il periodico Luigi Settembrini , e dal 1910 al 1919, fondò e diresse la rivista anti-crociana Arte e Morale, che determinò l'inserimento delle posizioni ecclesiastiche nel dibattito culturale di quegli anni, una posizione che condusse alla nota polemica suscitata dal Monumento ai Martiri nel Salernitano, realizzato a Salerno da Gaetano Chiaromonte nel 1912
- monumento di Carlo Carucci, padre di monsignor Arturo, che fu uno dei maggiori studiosi di storia salernitana
- monumento di Giovanni Cuomo, politico salernitano, eletto al Parlamento nel 1919, fondatore della rivista La Sveglia Salernitana, un periodico democratico-liberale. Legata alla figura di Giovanni Cuomo, è quella dell'avvocato Silvio Baratta, che fu commissario del comune e poi sindaco di Salerno dal 1944 al 1946, preparando le prime elezioni del dopoguerra del consiglio comunale. Il suo monumento funebre presenta un ritratto bronzeo dello scultore Corrado Patroni, figlio di Diomede, autore anche della statua di Nicotera alla Villa Comunale (in sostituzione di un'altra, distrutta, del Balzìco), personalità che chiude la dinastia di questi scultori salernitani
- monumento funebre di Luigi Cacciatore, ministro delle Poste e Telecomunicazioni nel 3º governo De Gasperi (marzo 1947)  adorno della copia bronzea del ritratto eseguito nel 1984 dall'artista fiorentino Fernando Farulli
- monumento di Francesco Cacciatore deputato al parlamento II, III, IV e V legislatura.

Alla sinistra di Cacciatore troviamo il monumento dedicato al senatore Raffaele Petti che rappresenta un macigno in ricordo della sua personalità e le parole di Mario Parrilli: Dalla provincia al comune, dalla consulta al senato, dal foro alla stampa, in pace ed in guerra, Raffaele Petti insegnò la via dell'operante saggezza con la tenacia della fede, la probità della vita, la devozione alla Patria
Sul versante sud della Rotonda, incontriamo il monumento del chirurgo Saverio Avenia, il cui ritratto bronzeo, datato 1928, è opera di Gaetano Chiaromonte. Segue un monumento interessante, firmato dal Parrilli, raro esempio di architettura eclettica pre-razionalista a Salerno e il bel monumento di Francesco Galdo, il cui busto bronzeo, datato 1923, è opera di Pasquale Avallone. Più avanti si incontra il monumento funebre ai fratelli Linguiti: ancora un'opera di Gaetano Chiaromonte. Il sacerdote Alfonso Linguiti, canonico del duomo e insegnante presso il Seminario ed il Real Liceo di Salerno, dove diffuse idee liberali, fu perseguitato dalla repressione borbonica; il fratello gemello di Alfonso, Francesco Linguiti filosofo e letterato cattolico, fu autore di numerosi opere, tra cui un erudito saggio su Gregorio VII. Questo monumento, databile ai primi anni trenta, fu eretto in sostituzione di una precedente memoria che si trovava nella Cappella dei Canonici del vecchio cimitero. Segue un monumento di stile liberty, dedicato ad Arturo De Felice, avvocato penalista salernitano, che presenta due pregevoli rilievi bronzei firmati dal toscano Omero Italico Taddeini. Infine, a conclusione di quest'importante settore, incontriamo il monumento dell'ultimo membro della casata Ruggi, Giovanni Ruggi d'Aragona, il quale rese possibile con generose donazioni, la fondazione degli ospedali Riuniti. Se si procede sul viale, verso la Cappella degli Eroi, s'incontra il bel monumento al musicista Aldo Simeone, il cui gruppo scultoreo raffigurante la Morte di Orfeo, è firmato da Eleuterio Riccardi. Tra gli altri monumenti da segnalare quello dello storico e massone Paolo Emilio Bilotti, il cui busto bronzeo è ancora opera di Diomede Patroni mentre di Pasquale Avallone si trova il busto bronzeo sulla tomba della famiglia Clarizia. 

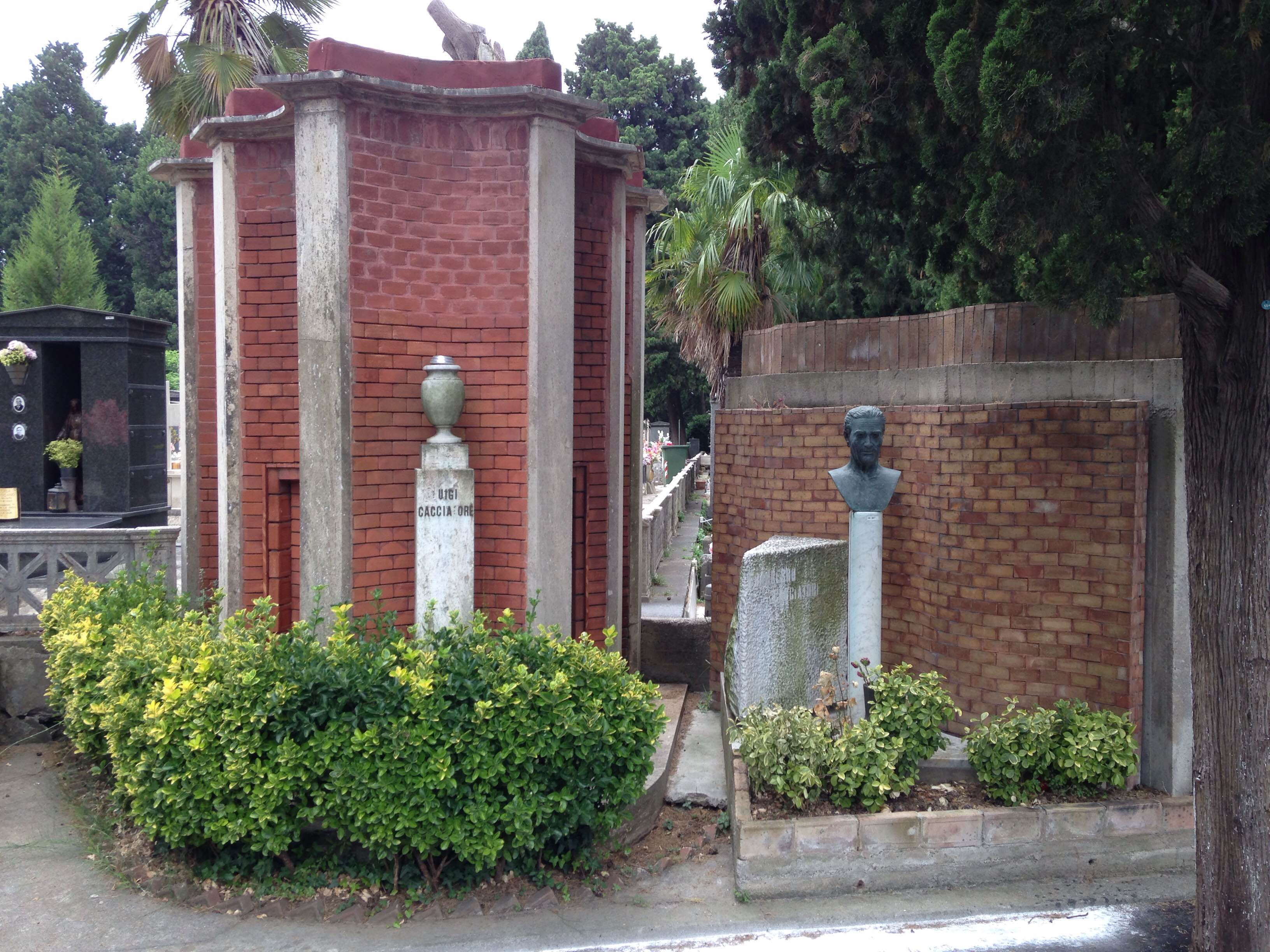
tomba dei fratelli Cacciatore

Troviamo anche la tomba del senatore Raffaele Petti, giornalista, politico e giurista plurimedagliato tenente delle forze armate italiane.
Altri due importanti monumenti opera di Alfonso Balzico: il monumento dedicato alla memoria di Francesco Moscati, ed una scultura dal titolo Un angelo che custodisce la tomba di un fanciullo, collocato su di un sepolcro della famiglia Conforti, entrambi questi provenienti dal vecchio cimitero salernitano e qui ricollocati negli anni trenta del secolo scorso. Il Monumento alle vittime dell'alluvione, infine, è opera estrema dell'attività di scultore di Pasquale Avallone. Il Monumento, realizzato dall'amministrazione comunale, grazie ad una pubblica sottoscrizione, fu eretto sul luogo ove furono ricomposti e sepolti i corpi dei salernitani recuperati dal fango che nella notte tra il 25 e il 26 ottobre 1954 si riversò sul centro storico. Il progetto di Avallone prevedeva una stele innalzata su di un alto basamento a forma di urna, con quattro pannelli scolpiti, e in alto tre croci allineate; la struttura ha subito sostanziali modifiche in corso d'opera, dovute all'incapacità dell'impresa appaltatrice, che ne stravolsero l'originario assetto armonico. 

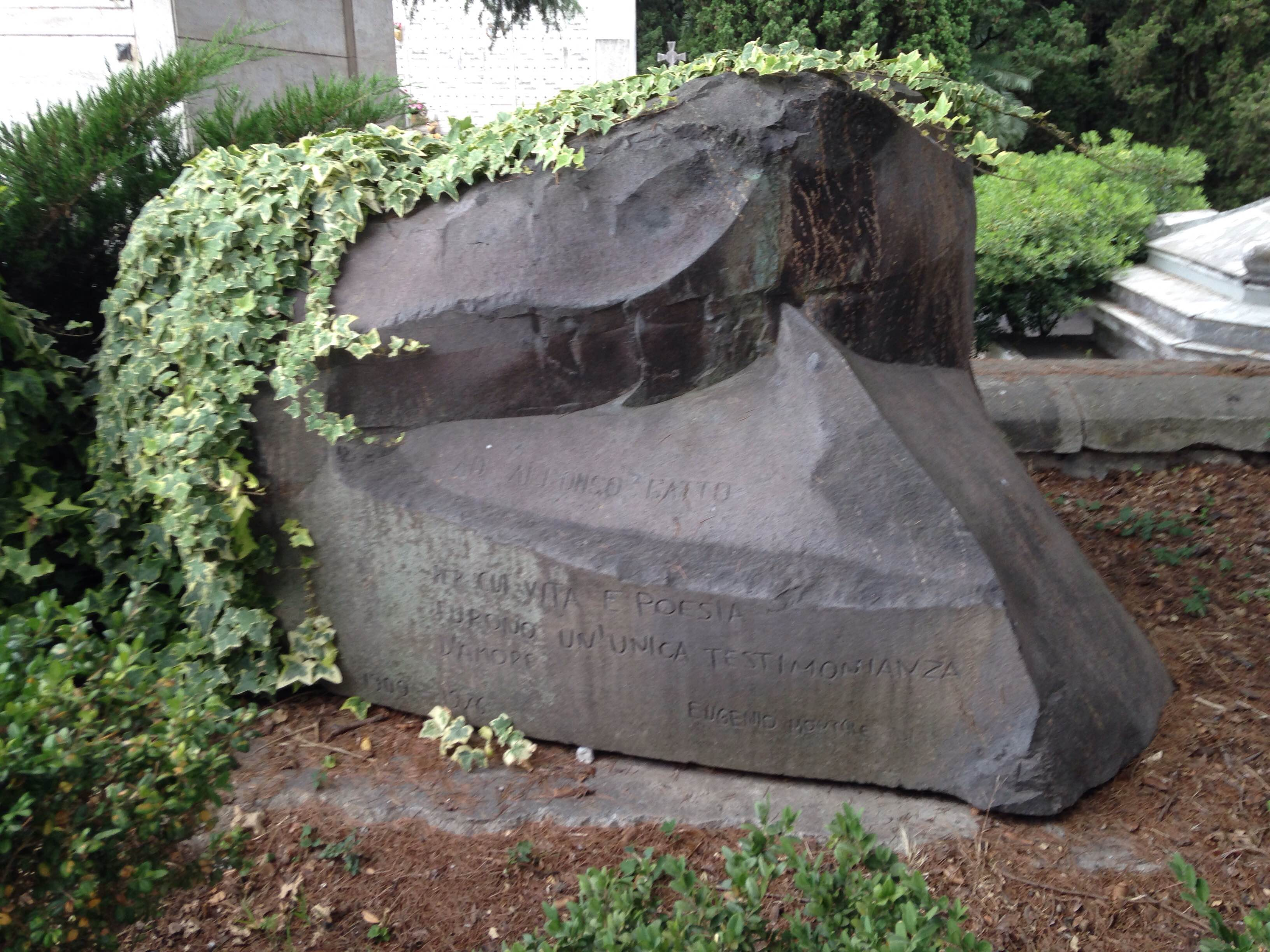
tomba di Alfonso Gatto

 Il monumento sarà completato nel 1956 sotto l'amministrazione guidata dal sindaco Alfonso Menna: in luogo dei quattro rilievi marmorei, mai realizzati, rimane di Avallone solo una testa bronzea con l'Addolorata.

### Tomba di Alfonso Gatto
Salendo le scale del Sacrario degli Eroi della Grande Guerra, s'incontra, sulla destra, il monumento, datato 1979, dedicato al poeta Alfonso Gatto, opera di Luciano Minguzzi che si distingue dagli altri monumenti funebri per la scelta di far esplodere intenzionalmente una mina in una cava di basalto lavico, prelevandone un frammento sul quale è stata incisa una frase di Eugenio Montale dedicata alla memoria del poeta salernitano che recita: "per cui vita e poesie furono un'unica testimonianza d'amore".